# Milan Horvat
Milan Horvat (ur. 28 lipca 1919 w Pakracu, zm. 1 stycznia 2014 w Innsbrucku) – chorwacki i jugosłowiański dyrygent.

## Życiorys
Studiował prawo na Uniwersytecie w Zagrzebiu, w latach 1939–1945 uczył się też w zagrzebskiej akademii muzycznej u Svetislava Stančicia (fortepian), Fritza Zauna (dyrygentura) i Zlatka Grgoševicia (kompozycja). W 1945 roku został dyrygentem chóru radiowego w Zagrzebiu, następnie od 1946 do 1953 roku był dyrygentem radiowej orkiestry symfonicznej. W latach 1953–1958 dyrygował orkiestrą symfoniczną Raidió Teilifís Éireann w Dublinie. Od 1956 do 1970 roku był pierwszym dyrygentem, a w latach 1957–1969 również dyrektorem orkiestry filharmonicznej w Zagrzebiu. Od 1958 do 1965 roku dyrygował też zespołem operowym Chorwackiego Teatru Narodowego. W latach 1969–1975 pełnił funkcję dyrygenta orkiestry symfonicznej Österreichischer Rundfunk w Wiedniu. Od 1975 roku dyrygował orkiestrą radiową w Zagrzebiu, wykładał też w Hochschule für Musik und darstellende Kunst w Grazu.
Jako dyrygent specjalizował się w wykonawstwie muzyki współczesnej, dokonał prawykonań licznych dzieł kompozytorów jugosłowiańskich takich jak Bruno Bjelinski, Milko Kelemen i Ivo Malec. Dokonał wielu nagrań płytowych.
Odznaczony Wielką Srebrną Odznaką Honorową za Zasługi dla Republiki Austrii (1999).